# 立窩尼亞戰爭
立窩尼亞戰爭是1558年至1583年間為爭奪古立窩尼亞（今愛沙尼亞和拉脫維亞）控制權而引發的戰爭，由沙俄對抗由丹麥-挪威、瑞典帝國以及波蘭-立陶宛所組成的聯軍。1558年至1578年戰爭初期，俄羅斯先後在多爾帕特（塔爾圖）和納爾瓦取得勝利，擊潰古立窩尼亞聯邦，成功佔領立窩尼亞地區。立窩尼亞邦联的瓦解，迫使波蘭-立陶宛投入與俄戰爭。瑞典和丹麥隨後於1559年至1561年間介入；前者建立愛沙尼亞大公國以抵抗俄羅斯的頻繁入侵，後者則控制薩雷馬-維克主教轄區，由荷爾斯泰因的馬格努斯負責統治。馬格努斯一開始投敵伊凡四世，建立立窩尼亞大公國和後來的立窩尼亞王國，隨後又叛變、改效波蘭-立陶宛一方。戰爭帶來的動盪，伴隨著伊凡四世特轄軍的恐怖統治，同時俄國和波蘭-立陶宛又受到來自南方韃靼人的威脅，此時期的世局可說是紛亂不已。
斯特凡·巴托里在當選波蘭國王和立陶宛大公後，在1578年至1581年間率軍反攻，包括瑞典、波蘭、立陶宛在溫登戰役的聯手侵略，一連數場勝利，終於逆轉了戰爭的情勢。於是一場長期戰役在俄國腹地展開，繼以嚴峻而漫長的普斯科夫圍城戰。1582年，俄國在戰勢失利的情況下被迫與波蘭媾和，雙方簽訂停戰協定，俄國割讓立窩尼亞和波洛茨克的所有領土予波蘭-立陶宛。翌年俄國再與瑞典簽訂普柳薩停戰協定，立窩尼亞北部及幾乎所有英格里亞的土地皆歸瑞典，瑞典並可保有愛沙尼亞大公國。俄國在立窩尼亞戰爭由於自視國力強盛，四面樹敵、多方作戰，加上國家內部矛盾，導致最後一無所獲，以徹底失敗終結；1584年隨著伊凡四世駕崩，俄國更日漸遠離西歐的政局和影響力。

## 序幕
立窩尼亞戰爭爆發前夕，立窩尼亞因內部鬥爭國力衰敗，對外既無強大國防、也沒有外援，四周又被遵循領土擴張政策的帝國環繞。歷史學家羅伯特·弗拉斯特曾如此描述這個動盪波動的區域：「立窩尼亞因國內爭鬥耗損國力，同時又受鄰國政治謀略的威脅；它沒有任何抵抗侵襲的能力。」又，如歷史學家羅伯特·尼斯貝特·貝恩所寫：「原為蠻族勢力範圍之間一個堅實、自給自足、不可征服的軍事殖民地，但隨著騎士團……衰敗而陷入混亂，引起波羅的海三大強權覬覦，而奪取波羅的海統治權的第一步就是控制立窩尼亞。」
16世纪50年代的立窝尼亚政局动荡。里加大主教威廉·冯·布兰登堡和骑士团首领亨利·冯·盖伦（Heinrich von Galen）在外交方面有着不同的主张。前者亲波兰；而后者倾向于与俄和解。1556年，骑士团新首领威廉·冯·符尔斯腾堡（Wilhelm von Fürstenburg）将大主教囚禁。
立窝尼亚内政因波兰的卷入而扩大化。大主教的背后是波兰国王、立陶宛大公齐格蒙特二世，后者于1557年9月率军威胁立窝尼亚，迫使骑士团签订《博兹沃尔条约》，大主教获释，同时立窝尼亚和波兰—立陶宛形成了联盟。然而，立窝尼亚和俄国曾约定前者不可与波兰或瑞典签订军事协定。这让伊凡雷帝找到了出兵立窝尼亚的口实。正好在1557年，瑞典与俄国战争结束，伊凡腾出精力，遂于1558年1月以四万大军侵入立窝尼亚。

## 战争的扩大
伊凡的进攻使立窝尼亚各势力向附近的国家求援，包括瑞典、波兰—立陶宛、丹麦。
1559年上台的丹麦国王腓特烈二世需要安抚他的弟弟、荷尔斯坦因公爵马格努斯，同时急于在波罗的海东岸建立对抗瑞典的基地，接受了立窝尼亚骑士团的领土馈赠。1560年4月，马格努斯在立窝尼亚登陆。但是丹麦在立窝尼亚战争中一直扮演次要角色，这是因为距离太远。
1559年8月，波兰国王西吉斯蒙德与骑士团新首领格特哈德·冯·克特勒签订了《维尔纽斯条约》，波兰—立陶宛获得了与立陶宛交界的一部分骑士团领地，同时承担了维护立窝尼亚和平的义务。在瑞典，古斯塔夫·瓦萨国王态度谨慎，先后拒绝了骑士团和勒瓦尔城的求救。但是古斯塔夫之子、芬兰公爵约翰（后来的约翰三世国王）对立窝尼亚充满兴趣，希望把势力扩展到芬兰湾之南。
1560年，骑士团、勒瓦尔再向瑞典求援，古斯塔夫不久去世。新国王埃里克十四世拒绝了克特勒的求助，导致骑士团进一步转向波兰，1561年11月波兰与骑士团签订第二次《维尔纽斯条约》，骑士团解散，库尔兰和瑟米加利亚成为波兰—立陶宛属地，克特勒成了库尔兰公爵。
埃里克十四世并非对立窝尼亚不感兴趣。丹麦想扩张到波罗的海以东明显对瑞典不利。因此，1561年5月，埃里克承诺给予勒瓦尔和爱沙尼亚若干郡保护，以换取瑞典在此的统治。埃里克开启了近代瑞典帝国的扩张之路。但埃里克并未与俄国翻脸。

## 局势未明
瑞典的约翰公爵特立独行，擅自和波兰合作，不把兄长埃里克国王放在眼中，更破坏了埃里克的外交政策。当时瑞典在立窝尼亚已有立足之地（勒瓦尔），那么同样对立窝尼亚有吞并之志的波兰和瑞典间的竞争显然加剧了。1563年，埃里克和约翰摊牌，派万人大军攻打约翰的辖地芬兰，约翰最终投降，被埃里克关押。此举导致瑞波关系进一步恶化。同样是这一年，丹麦乘瑞典内乱，向瑞典发动了“北方七年战争”，波兰也站在丹麦一方。七年战争时期，两个斯堪的纳维亚国家对立窝尼亚的注意力从立窝尼亚转移。七年战争期间瑞典国内还发生了一件大事。1568年9月，古斯塔夫·瓦萨的另一个儿子卡尔公爵和约翰合作，推翻了埃里克。约翰成为新国王（约翰三世），埃里克被囚。1570年，丹瑞战事结束。
在立窝尼亚战场，受第二次《维尔纽斯条约》刺激，1562年初伊凡发起新攻势。1564年初，俄军被立陶宛击败，同年有俄军将领叛变。伊凡压力不小。随着北方七年战争趋向结束，伊凡越来越发现瑞典站在了自己的反对面。约翰三世很快使瑞典的外交转向反俄的路线。1570年瑞俄外交破裂，实际上进入了战争状态。到了1570年6月，伊凡与波兰—立陶宛签了一份为期三年的和约作为权宜之计。
伊凡利用丹麦公爵马格努斯建立了一个傀儡政权。马格努斯与俄国联姻，被立为“立窝尼亚国王”，并被给予了25000俄军的指挥权，1570年8月这支俄军被用来攻击勒瓦尔。由于约翰三世的海上补给，俄国的围城行动次年三月失败。
同时，克里米亚鞑靼人给予俄国沉重打击。1571年5月，克里米亚汗德夫勒特一世率12万鞑靼人打入并焚烧莫斯科，造成8万人死亡，15万人沦为奴隶。俄国无法援助马格努斯也有此因。
1572年7月，西吉斯蒙德去世。此后，贵族们选了瓦卢瓦的亨利为波兰国王兼立陶宛大公。但是1574年，亨利的哥哥、法国国王查理九世去世，亨利回到法国继位，放弃了波兰—立陶宛。

## 俄军极盛

### 包围维森贝格
1572年9月，俄军挺进爱沙尼亚，1573年1月维森斯坦陷落，瑞典指挥官被活活烹杀。作为报复，瑞军开始围困被俄军占据的维森贝格。
1573年下半年，约翰三世从苏格兰招募的数千雇佣军终于到达勒瓦尔。克拉斯·奥克生·托特任总司令，庞图·德·拉·加迪任陆军元帅，后者是在北方七年战争时期成名的法籍雇佣兵头目。庞图从勒瓦尔出发，包围维森贝格。1574年1月，突袭城墙的尝试失败了；3月，通过城墙的一道裂口实施攻击也被击退，瑞军损失1000余人。挖隧道、火攻等方法也未奏效。至三月中旬，士气低落，军中怨声载道。3月17日，瑞军中的苏格兰雇佣军和德意志雇佣军竟然互相开战，这是瑞军内部矛盾的总爆发，伤亡比极其悬殊，德佣军阵亡仅30人，苏佣军阵亡竟达1500人。瑞典对维森贝格的包围一事无成。
庞图接替托特担任总司令。德意志雇佣军向约翰催要军饷，而约翰囊中羞涩，导致雇佣军把三座重要的城堡转到丹麦国王腓特烈二世名下，约翰的事业进入低潮。

### 文登的沦陷
伊凡要求丹王把三座城堡移交给马格努斯，被拒。1577年伊凡本人率领三万军队破坏丹属立窝尼亚。因为三座城堡的雇佣军从丹麦也没得到饷银，故而迅速降于俄国。
8月末，伊凡进军文登，这里曾是骑士团的总部，是立窝尼亚的心脏。马格努斯因为与伊凡产生争执，退避此地。在俄军包围下，文登城堡里的三百男女引爆四吨火药集体自杀。此役标志着战时俄国的最高成就，除了勒瓦尔（瑞典）、里加（波兰—立陶宛）、奥赛尔岛（丹麦）以外，伊凡几乎控制了全立窝尼亚。文登城破之后，马格努斯被伊凡囚禁，放弃了“立窝尼亚国王”之衔（1578年获释后逃到了库尔兰，死于1583年）。大约同时，丹麦退出立窝尼亚战争。

## 俄军失败

### 文登争夺战
1576年，特兰西瓦尼亚君主斯特凡·巴托里当选波兰国王，他娶了西吉斯蒙德二世的妹妹安娜。斯特凡是个政治军事强人，处理了但泽市的不满后，他全力投入到立窝尼亚局势中。幸运之神很快就不再眷顾俄国了。
1578年初，已成为盟友的瑞波两国联手在文登给了俄军沉重一击，这是立窝尼亚战争的重大转折点。1578年9月，伊凡卷土重来，派出一支18000人的军队进军文登。一支5500人的波瑞联军前去支援。10月21日，联军虽然人数少，但它先在战场上击溃了俄国骑兵，正在战壕里围城的俄军步兵因此暴露在联军的屠戮之下。俄军伤亡惨重，很多俄国大贵族被俘，二十架大炮和数千战马被缴获，以至于瑞典步兵可以骑马回勒瓦尔。俄军的地位动摇了。这也是瑞波两国最后一次在立窝尼亚战争中联手，但两者都各自继续与俄国作战。

### 巴托里打入俄国
巴托里的目标不仅仅是收复失地和吞并立窝尼亚，还有俄国境内的重要城市：诺夫哥罗德和普斯科夫。

## 停战
在围攻普斯科夫未遂后，巴托里和俄国在教廷使者的调解下谈判。1582年1月，两国签订《亚姆—扎波尔斯基条约》，休战十年，伊凡放弃了立窝尼亚。
因俄国境内叛乱，伊凡亦难以分心专门对付瑞典。1583年8月，俄瑞签订《普柳萨条约》，停战三年（后来延长到1589年），俄国承认爱沙尼亚、科克斯霍尔姆、英格利亚归瑞典。俄国对于这一结果并不满意，几年后鲍里斯·戈东诺夫又重开与瑞典的战事，即1590—1595年瑞俄战争，结果瑞典认输，俄国又收回了英格利亚和科克斯霍尔姆。

### 出處
1. ↑  Oakley (1993). p.34
2. ↑  Frost (2000), p. 2.
3. ↑  Bain (1971), p. 84.
4. ↑  Oakley, p.17-18.
5. ↑  Oakley, p.21.
6. ↑  Oakley, p.22.
7. ↑  Oakley, p.26.
8. ↑  Bain (1905), p.119.
9. ↑  Oakley, p.30.
10. ↑  Oakley, p.31.
11. ↑  Bain (1908), p.124.
12. ↑  Peterson, p.91.
13. ↑  Peterson, p.91-92.
14. 1 2  Peterson, p.93.
15. ↑  Peterson, p.94.
16. ↑  Oakley, p.34.
17. ↑  Peterson, p.97.